# Jim Risch
James Elroy Risch (Milwaukee, 3 de mayo de 1943) es un político estadounidense. Desde el 3 de enero de 2009 representa al estado de Idaho en el Senado de ese país.  Está afiliado al Partido Republicano.

## Carrera
Entre 1995 y 2002 fue miembro del Senado de Idaho. Fue gobernador de Idaho entre 2006 y 2007 y vicegobernador entre 2003 y 2006, y entre 2007 y 2009. En 2017, fue uno de los 22 senadores que firmó una carta dirigida al presidente Donald Trump con el fin de a Estados Unidos del Acuerdo de París, el cual busca reducir los efectos del cambio climático. Según la ONG Center for Responsive Politics, Risch ha recibido desde 2012 más de 149.000 dólares de grupos de interés de la industria del petróleo, del gas y del carbón.